# 官场乡
官场乡，是中华人民共和国河北省秦皇岛市青龙满族自治县下辖的一个乡。

## 行政区划
官场乡下辖以下地区：
官场村、加脚石村、小岭后村、大苇峪村、鲇鱼洞沟村、头道铺村、八道岭村、谢杖子村、山岭高村和石门子村。